# James Barton (attore)
James Edward Barton (Gloucester City, 1º novembre 1890 – Mineola, 19 febbraio 1962) è stato un attore e interprete di vaudeville statunitense.

## Filmografia parziale

### Cinema
- His Family Tree, regia di Charles Vidor (1935)
- Hideaway Girl, regia di George Archainbaud (1936)
- Il grande tormento (The Shepherd of the Hills), regia di Henry Hathaway (1941)
- I giorni della vita (The Time of Your Life), regia di Henry C. Potter (1948)
- Cielo giallo (Yellow Sky), regia di William A. Wellman (1948)
- La Venere di Chicago (Wabash Avenue), regia di Henry Koster (1950)
- The Scarf, regia di Ewald André Dupont (1951)
- È arrivato lo sposo (Here Comes the Groom), regia di Frank Capra (1951)
- Un'avventura meravigliosa (Golden Girl), regia di Lloyd Bacon (1951)
- Colline nude (The Naked Hills), regia di Josef Shaftel (1956)
- Quantez, regia di Harry Keller (1957)
- Gli spostati (The Misfits), regia di John Huston (1961)

### Televisione
- Justice – serie TV (1954)
- Jane Wyman Presents The Fireside Theatre – serie TV (1955)
- Lux Video Theatre – serie TV (1952-1956)
- Kraft Television Theatre – serie TV (1954-1957)
- The Kaiser Aluminum Hour – serie TV, episodio 1x02 (1956)
- The Americans – serie TV, episodio 1x06 (1961)
- La città in controluce (Naked City) – serie TV (1959-1961)
- Alcoa Premiere – serie TV (1962)
- Frontier Circus – serie TV (1962)